# Sleight
Pour plus de détails, voir Fiche technique et Distribution.
Sleight est un film américain de super-héros réalisé par J. D. Dillard (en), sorti en 2016.

## Synopsis
Un jeune magicien de rue orphelin doit libérer sa petite sœur, kidnappée à cause d'activités illégales qu'il a dû entreprendre pour gagner de l'argent.

## Fiche technique
- Titre : Sleight
- Réalisation : J. D. Dillard (en)
- Scénario : J. D. Dillard (en) et Alex Theurer
- Musique : Charles Scott IV
- Photographie : Ed Wu
- Montage : Joel Griffen
- Production : Eric B. Fleischman, Sean Tabibian et Alex Theurer
- Société de production : Diablo Entertainment
- Société de distribution : BH Tilt (États-Unis)
- Pays de production:  États-Unis
- Genre : Drame et science-fiction
- Durée : 89 minutes
- Date de sortie : 
  - États-Unis : 23 janvier 2016 (Festival du film de Sundance), 28 avril 2017

## Distribution
- Jacob Latimore : Bo
- Seychelle Gabriel : Holly
- Storm Reid : Tina
- Donzaleigh Abernathy : Mary
- Sasheer Zamata : Georgi
- Jay Walker : Blake
- Andrew Fitzpatrick : Seth
- Stella Stahl : Jane
- Cameron Esposito : Luna
- Alex Hyner : Noah
- Jaye Rosenberg : Kyla

## Accueil
Le film a reçu un accueil favorable de la critique. Il obtient un score moyen de 62 % sur Metacritic.